# Sport Vereniging Robinhood
L'Sport Vereniging Robinhood és un club de futbol surinamès de la ciutat de Paramaribo. Va ser fundat el 6 de febrer de 1945.

## Palmarès
- Lliga surinamesa de futbol: 27 
  - 1953, 1954, 1955, 1956, 1959, 1961, 1964, 1971, 1975, 1976, 1979, 1980, 1981, 1983, 1984, 1985, 1986, 1987, 1988, 1989, 1993, 1995, 2005, 2012, 2018, 2022, 2023, 2024
- Copa surinamesa de futbol: 5 
  - 1997, 1999, 2001, 2006, 2007
- Copa President de Surinam de futbol: 5 
  - 1994, 1995, 1996, 1999, 2001
- Copa del Carib de la CONCACAF: [1]
  - 2023

## Entrenadors
- Jule Gersie
- Ronald "Ro" Kolf
- Ricardo Winter

## Futbolistes destacats
- Gordon Kinsiani
- Orlando Grootfaam
- Amaktie Maasie